# Chumayel (kommun)
Chumayel är en kommun i Mexiko.   Den ligger i delstaten Yucatán, i den östra delen av landet, 1 000 km öster om huvudstaden Mexico City. Antalet invånare är 3 148. Arean är 46 kvadratkilometer.
Terrängen i Chumayel är mycket platt.
Följande samhällen finns i Chumayel:
- Chumayel